# بمباران کاگوشیما
بمباران کاگوشیما، یا جنگ ساتسوما و انگلستان (به ژاپنی: 萨 英 戦 争 Satsu-EI Sensō)، در ۱۷–۱۵ اوت سال ۱۸۶۳ در دوره باکوماتسو در کاگوشیما رخ داد. نیروی دریایی پادشاهی بریتانیا از ساحل هدف قرار گرفته و چند کشتی در این حمله آتش گرفت در تلافی این حمله شهر کاگوشیما هدف بمباران قرار گرفت. بریتانیا با رفتن با آنجا قصد داشت که دایمیوی (فرماندار) قلمروی ساتسوما را به سبب حادثه ناماموگی در سال ۱۸۶۲ وادار به پرداخت غرامت کند. در آن حادثه اتباع بریتانیایی در روستای ناماموگی در کاواساکی، کاناگاوا مورد حمله قرار گرفته و یک نفر کشته و دو نفر زخمی شده بودند. سامورایی این اقدام بریتانیا را بی‌احترامی به دایمیوی منطقه دانسته و بر روی این کشتی‌ها آتش گشودند.